# دم‌اسبی‌سانان
دم‌اسبی‌سانان (نام علمی: Equisetales) نام یک راسته از رده رده دم‌اسبی است.